# 4937 Lintott
4937 Lintott (tên chỉ định: 1986 CL1) là một tiểu hành tinh vành đai chính. Nó được phát hiện bởi Henri Debehogne ở Đài thiên văn La Silla ở Chile ngày 1 tháng 2 năm 1986. Nó được đặt tên cho Chris Lintott ở Somerville College ở Oxford.